# Belmin Dizdarević
Belmin Dizdarević (* 9. August 2001 in Zenica) ist ein bosnisch-herzegowinischer Fußballtorwart, der aktuell beim HSC Montpellier in der Ligue 1 unter Vertrag steht.

## Karriere

### Verein
Dizdarević begann seine fußballerische Ausbildung 2012 beim NK Čelik Zenica in seiner Geburtsstadt. Nach vier Jahren wechselte er in die Akademie des FK Sarajevo. Dort spielte er in der Saison 2016/17 bereits 28 Mal im Tor der U17-Mannschaft, wobei er 20 Mal ohne Gegentor blieb. Die Saison 2017/18 verbrachte er ebenfalls im Tor der B-Junioren, wobei er ein 29 Einsätzen 19 Mal ohne Gegentreffer blieb. Neben Einsätzen für die A-Junioren debütierte er am letzten Spieltag der Spielzeit 2018/19 in der Premijer Liga für die Profimannschaft. In der Saison darauf war Dizdarević weiterhin Stammtorwart der U19-Junioren, stand jedoch bereits öfter in der Liga und in der Qualifikation zu internationalen Wettbewerben im Kader und bestritt eine Pokalpartie. 2020/21 spielte er in einem Ligaspiel und wurde daraufhin für die Rückrunde an den Ligakonkurrenten FK Mladost Doboj Kakanj verliehen, wo er lediglich zweiter Torhüter war und nicht spielte. In der Saison 2021/22 spielte er als Stammkeeper dreißigmal in der Meisterschaft und siebenmal im Pokal, wo seine Mannschaft im Finale im Elfmeterschießen verlor. 2022/23 war er nur zeitweise Stammtorwart und kam auf 15 Einsätze.
Nach der Saison wechselte er nach Frankreich zum Erstligisten HSC Montpellier.

### Nationalmannschaft
Dizdarević lief in diversen Juniorennationalmannschaften Bosniens auf und absolvierte Partien von der U15- bis zur U21-Altersklasse. Mit dem U17-Team nahm er an der U17-EM 2018 teil, spielte jedoch beim finalen Turnier kein Spiel.
Im November 2020 stand er bereits das erste Mal im Kader der bosnischen A-Nationalmannschaft in einem Spiel der UEFA Nations League gegen Italien. Über ein Jahr später debütierte er bei einem Freundschaftsspiel gegen die USA bei einer 0:1-Niederlage, als er in der Halbzeit eingewechselt wurde.

## Erfolge
Jugend
- Bosnisch-herzegowinischer B-Junioren-Meister: 2017, 2018
- Bosnisch-herzegowinischer A-Junioren-Meister: 2018
- Bosnisch-herzegowinischer A-Junioren-Pokalsieger: 2019

FK Sarajevo
- Bosnisch-herzegowinischer Meister: 2019, 2020
  - Vizemeister: 2021
- Bosnisch-herzegowinischer Pokalsieger: 2019, 2021
  - Vize-Pokalsieger: 2022